# Abdoulaye Saydou Sow
Ne doit pas être confondu avec Abdoulaye Sow.
Abdoulaye Saydou Sow ou Abdoulaye Seydou Sow, communément appelé Abdoulaye Sow, né le 28 juin 1970 à Kaffrine (Sénégal), est un homme politique et dirigeant de football sénégalais.

## Biographie
Abdoulaye Saydou Sow est un homme politique sénégalais natif de Kaffrine. Après un bref passage à l'université cheikh anta Diop de Dakar, il devient enseignant. Par la suite, il réussit à intégrer l'école nationale d'administration (ENA) cycle B option administration générale où il devient secrétaire d'administration.
En 2013, il gravit d'échelon en sortant Major de sa promo cycle A à l'école nationale d'administration pour devenir administrateur civil. Il a eu à servir à la cabinet du ministère de la jeunesse.
Récemment, il a occupé le poste de directeur général du centre des œuvres universitaires de Dakar (COUD). Par la suite il a été nommé ministre de l'urbanisme, du logement et de l'hygiène publique.
Étant à la fois Maire de la ville de Kaffrine depuis 2022 et président de la ligue de football de ladite ville, il est aussi président du club de football AS Kaffrine, Abdoulaye Saydou Sow occupe le poste de vice-président de la fédération sénégalaise de football (FSF).